# Schlacht bei Bornhöved (1227)
Die Schlacht bei Bornhöved am 22. Juli 1227 war eine militärische Auseinandersetzung zwischen dem Königreich Dänemark unter Waldemar II. und dem Grafen Adolf IV. von Holstein als Anführer einer Koalition aus norddeutschen Landesherren und Städten. Zu dieser zählten der Bremer Erzbischof Gerhard II., Herzog Albrecht von Sachsen, Graf Heinrich von Schwerin und die wendischen Herren sowie ein Lübecker Aufgebot.
Die schwere Niederlage Waldemars II. bei Bornhöved entschied den seit dem Sturz Heinrichs des Löwen auf der kimbrischen Halbinsel und an der südlichen Ostseeküste schwelenden Konflikt um die Herrschaft über die Gebiete zwischen Elbe und Eider; sie bedeutete das Ende der dänischen Hegemonialstellung in dem Gebiet und ein Scheitern der großdänischen Reichspläne. Den norddeutschen Landesherren und Städten ermöglichte der Sieg hingegen einen ungehinderten Ausbau ihres Wirkungs-, Handels- und Machtbereiches. So schuf der Ausgang der Schlacht die Voraussetzungen für den Aufstieg Lübecks zur führenden Hansestadt, die Herausbildung des deutschen Ordensstaates, sowie später die Personalunion Schleswigs und Holsteins (1460).

## Hintergrund

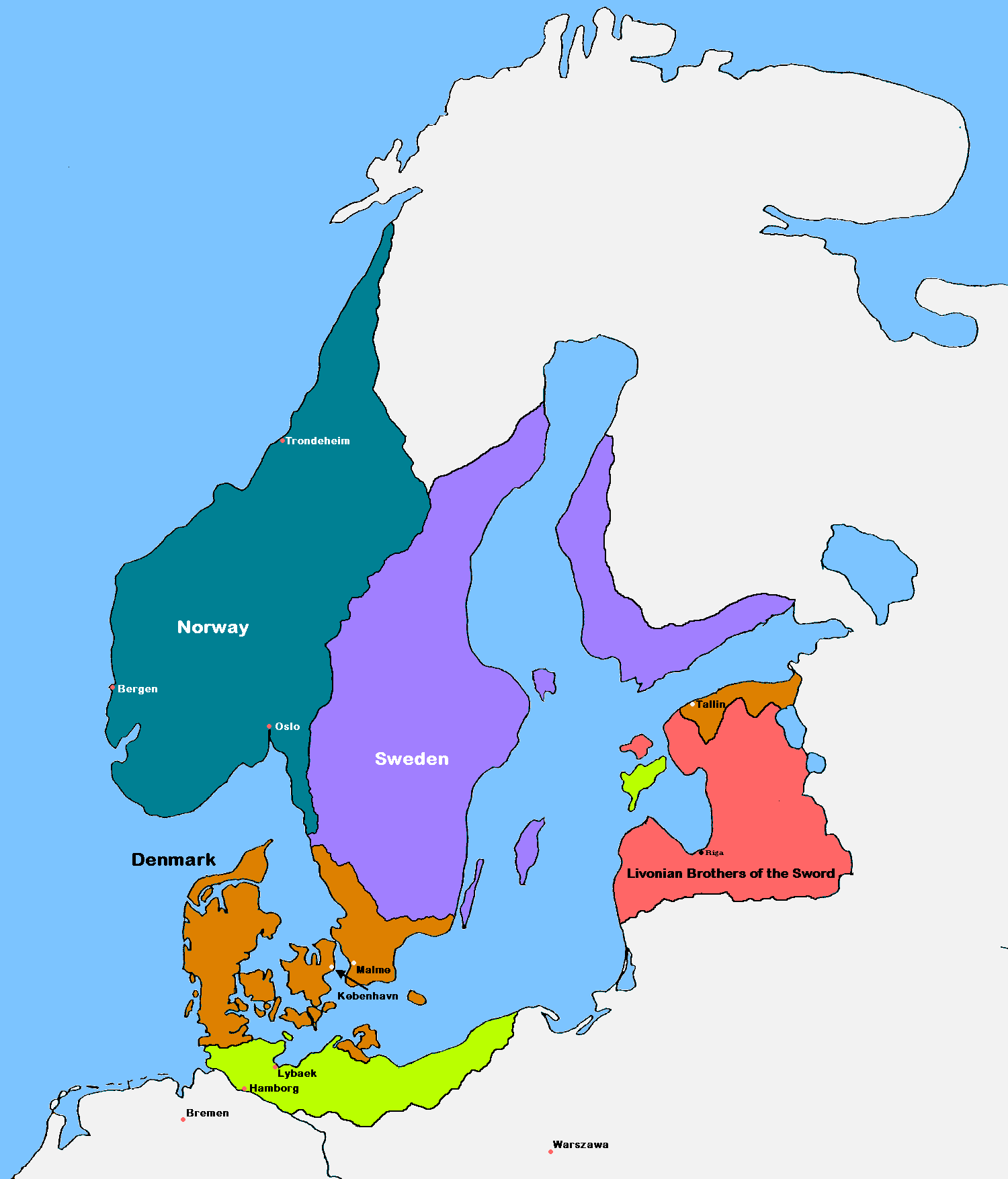
Politische Ausgangslage im Ostseeraum 1219

### Das Königreich Dänemark wird nördliche Hegemonialmacht
Nachdem der Welfenherzog Heinrich der Löwe im zweiten Drittel des 12. Jahrhunderts die Herrschaft über seine Herzogtümer Sachsen und Bayern stückweise verloren hatte, entstand im Norden des Heiligen Römischen Reiches ein machtpolitisches Vakuum. In diesen Freiraum drängten der Schauenburger Graf Adolf III., der in seine ehemaligen Grafschaften in Holstein zurückkehrte, sowie die Dänen unter König Knut VI. bzw. dessen Nachfolger König Waldemar II.
Adolf III. gelang es dabei, nachdem er sich in den ersten Jahren seiner Rückkehr mit der Ausschaltung der inneren Opposition und der Sicherung seiner Herrschaft befasst hatte, sich nachhaltig gegen Heinrich den Löwen zu behaupten, Lübeck und Wagrien ökonomisch einzugliedern und Stade (mit Dithmarschen) als Lehen von Hartwig II., dem Erzbischof von Bremen, zu erhalten. Damit versuchte er, das Gebiet zwischen Elbe und Eider erstmals herrschaftlich zusammenzuschließen. Tatsächlich waren die Versuche von Erzbischof und Graf, die Bauernrepublik Dithmarschen zu unterwerfen, verlustreich und erfolglos. Sie behauptete ihre Unabhängigkeit bis 1559. Den Dänen unter König Knud VI. ermöglichte der Sturz des mächtigen Welfenherzogs, ihren Herrschaftsbereich auf die Gebiete der (Ostsee-)Slawen zu erweitern. So mussten Bogislaw I., Herzog von Pommern, und die beiden mecklenburgischen Fürsten Nikolaus I. und Heinrich Borwin I. den dänischen König als Lehnsherr anerkennen.
Solch eine Konstellation – zwei expansionistisch agierende Fraktionen – musste zwangsläufig zu Interessenkonflikten zwischen beiden Parteien führen. Ein in den Wintermonaten 1198/99 unternommener Feldzug Adolfs III. und Markgraf Ottos II. von Brandenburg gegen die Ostseeslawen ließ die Auseinandersetzung letztlich eskalieren. Erich Hoffmann sieht den Hauptgrund dafür, anders als Walther Lammers, in der Unterstützung des Gegenkönigtums Bischofs Waldemars von Schleswig durch Adolf III. Begünstigt durch den Zwist innerhalb des Reiches, der nach der Doppelwahl Herzog Philipps von Schwaben und Ottos IV. von Braunschweig zum König des Heiligen Römischen Reiches entstand, gelang es den Dänen erfolgreich gegen den Schauenburger Grafen vorzugehen. Im Sommer 1200 erwarb Knut VI. die Rendsburg. Am 25. Januar 1201 wurde das Heer Adolfs III. und seines Verbündeten Adolf I. von Dassel bei Waschow in der Grafschaft Ratzeburg von den Truppen Nikolaus I. und Heinrich Borwins vernichtend geschlagen. Schließlich gelang es dem Bruder Knuts VI., Herzog Waldemar II., noch im Herbst und Winter desselben Jahres ganz Nordelbingen – die Gebiete zwischen Elbe (Südgrenze) und Eider (Nordgrenze) – zu unterwerfen. Ende November 1201 begehrte Adolf III. zwar noch einmal auf, musste jedoch schnell die Aussichtslosigkeit seines Unterfangens erkennen und in Verhandlungen treten. Mit der indirekten Anerkennung (Heiratsverträge) des Status quo durch den deutschen König Otto IV. Anfang des Jahres 1202 galten die politischen Verhältnisse im Norden letztlich als geregelt: Während die Zeit der dänischen Großmachtstellung begann, ging Adolf III. als klarer Verlierer aus diesem Konflikt hervor. Noch im selben Jahr musste er auf seine Besitztümer verzichten und die Grafschaft Holstein verlassen. Er kehrte daraufhin zum Stammsitz seiner Familie an die Weser zurück.
In den folgenden Jahren gelang es Waldemar II., der nach dem Tode Knuts VI. am 12. November 1202 zum König aufgestiegen war, die Dänenherrschaft weiter zu festigen und auszubauen. Im Inneren vermochte es der von ihm eingesetzte Graf Albrecht II. von Orlamünde, die Transformation der altholsteinischen Gesellschaft hin zu einer lehnsrechtlichen Adelsgesellschaft im kontinentalen Sinne zügig voranzutreiben. Außenpolitisch erreichte Waldemar II. Ende 1214 den offiziellen Verzicht des Heiligen Römischen Reiches auf die von Dänemark besetzten Gebiete. Der König nutzte dabei, genau wie sein Vorgänger, die Streitigkeiten innerhalb des Reiches geschickt aus, indem er sich nach dem Tod Philipps von Schwaben auf die Seite von dessen Nachfolger Friedrich II. schlug: Dieser war auf die Unterstützung des Dänenkönigs angewiesen, um den amtierenden deutschen König und römischen Kaiser, Otto IV., stürzen zu können. Als Gegenleistung ließ Friedrich II. gegen Ende des Jahres 1214 in Metz eine Urkunde ausstellen, in der das Heilige Römische Reich auf die entsprechenden Gebiete Norddeutschlands offiziell verzichtete.
Den Zenit seiner Macht erreichte Waldemar um das Jahr 1220, als er auch Pommern (1214), Estland (1219) sowie Ösel (1220) besetzen bzw. erobern konnte und sich sein kolonialer Einfluss zudem sowohl auf Schweden als auch auf Norwegen erstreckte.

### Die Wende im Norden
Die machtpolitische Wende im Norden trat 1223 ein, als Waldemar II. und sein Sohn Waldemar III. durch ein Komplott des Grafen Heinrich I. von Schwerin am 7. Mai des Jahres bei einem Jagdausflug auf der Insel Lyø entführt wurden und in Gefangenschaft gerieten. Die darauf folgenden Verhandlungen über die Freilassung des Königs, an der auch kaiserliche Vertreter beteiligt waren, blieben ohne Erfolg, da die dänische Seite die Forderungen der deutschen Seite, die das Scheitern der großdänischen Politik bedeutet hätten, ablehnte. Als allerdings auch Graf Albrecht von Orlamünde Ende Januar 1225 bei einem Gefecht dem Grafen Adolf IV., der Ende 1224 in die nordelbischen Gebiete eingedrungen war, unterlag und in Gefangenschaft geriet, musste die dänische Seite den Forderungen der deutschen Fürsten nachgeben, um auf absehbare Zeit Waldemar II. und seinen Sohn freizubekommen. Der dänische König hatte daraufhin Urfehde zu schwören, Lösegeld zu zahlen, Preziosen, Textilien und Pferde zu liefern, Geiseln zu stellen und – und dies sollten die schwerwiegendsten Verpflichtungen sein – alle Gebiete zwischen Eider und Elbe sowie die slawischen Länder (bis auf Rügen) wieder an das Heilige Römische Reich abzutreten. Die Rendsburg ging in den Besitz Adolfs IV. über. Nach der Anerkennung dieser Forderungen erlangte Waldemar II. am 21. Dezember 1225 die Freiheit.

### Konfliktausbruch und -verlauf bis zur Schlacht von Bornhöved
Der Preis für seine Freilassung, das empfanden selbst Zeitzeugen so, war sehr hoch – für König Waldemar II. zu hoch. Kaum in seinem Königreich wieder angekommen (Weihnachten 1225), bereitete er die Rückeroberung der verlorenen Gebiete und die Wiederherstellung seiner Vormachtstellung im Norden vor. Nachdem auch sein Sohn zu Ostern 1226 freigelassen worden war, konnte er seine Pläne in die Tat umsetzen:
Als erstes musste er sich vom Eid der Urfehde, den er 1225 geleistet hatte, lösen. Waldemar II. wandte sich dafür an Papst Honorius III. In einem Brief vom 26. Juni 1226 aus dem Lateran versicherte ihm dieser, „[...] daß er einem Ungetreuen ein Treueversprechen, das erpreßt worden sei, nicht zu halten brauche.“ Die Urfehde war damit für hinfällig erklärt worden, wodurch Waldemar II. im Stande war, legal gegen die aktuelle Situation vorzugehen.
Der Dänenkönig zögerte nicht lange und startete noch im selben Jahr, im Herbst 1226, den Rückeroberungsfeldzug: Ein nordfriesisches Aufgebot marschierte im erzbischöflichen Dithmarschen ein. Waldemar II. selbst lagerte vor der Rendsburg, in der sich das Heer der norddeutschen Allianz versammelte. Es kam zur Schlacht, und dieses erste Gefecht gewann König Waldemar II. trotz großer Verluste. Ermutigt durch den Sieg, rückte er im Frühjahr 1227 in Dithmarschen ein. Von dort aus griffen die Dänen die Kerngebiete der Grafschaft Holstein an, unterwarfen die unbefestigten Orte und belagerten die Burgen Itzehoe und Segeberg. Zudem gelang es Waldemar II., sein Heer mit dem seines wichtigsten deutschen Verbündeten, Herzog Otto I. von Braunschweig-Lüneburg, zu vereinen.
Auch auf norddeutscher Seite begann man, sich unterdessen neu zu formieren, wenngleich man nach der Niederlage von Rendsburg gezwungen war, sich weitere Verbündete zu suchen. In Herzog Albrecht I. von Sachsen fand man schließlich den gewünschten Partner, der jedoch seinen Preis hatte.
Begünstigt durch diese neue Konstellation, begann sich die Kriegslage im Norden allmählich zu verändern. König Waldemar II. sah sich schon bald gezwungen, die Belagerung von Itzehoe und Segeberg aufzugeben. Er zog sich mit seinem Heer in den Raum von Bornhöved zurück, wo er auf die Entscheidungsschlacht wartete. Die norddeutsche Fürsten- und Städtekoalition sammelte sich derweil in Lübeck. Angeblich soll der Königsbarg dem dänischen König als Feldherrnhügel gedient haben, wovon aus er die Schlacht dirigierte.

## Die Schlacht von Bornhöved
Nachdem die Vorbereitungen auf norddeutscher Seite abgeschlossen waren, zog das Heer am Morgen des 22. Juli 1227 aus Lübeck aus. Bei Bornhöved stieß die Koalition wie erwartet auf das dänische Aufgebot. Über den genauen Verlauf der daraufhin ausbrechenden blutigen Schlacht liegen allerdings keine verlässlichen Informationen vor. Fest steht im Prinzip nur, dass das dänische Heer das Gefecht verloren hat. Trotzdem soll im Folgenden auf die Darstellung des Schlachtverlaufes in den beiden bedeutendsten lübeckischen Chroniken, der Detmar-Chronik und der Chronica Novella des Hermann Korners, eingegangen werden.
Detmar beginnt seine äußerst nüchterne Darstellung der Schlachtereignisse mit einer Aufzählung der auf norddeutscher Seite beteiligten Akteure, wobei Lübeck zusammen mit den Grafen von Holstein und Schwerin den Kern der Koalition bilden. Anschließend heißt es:
„[...] Sie kamen auf der Heide von Bornhöved zusammen am Tag der Heiligen Maria Magdalena. Da war an dem Tag ein Streiten so groß, dass in dem Lande nie ein größerer Streit gewesen ist. Der König wurde sieglos [d. h. verlor die Schlacht] und entfloh; Herzog Otto wurde gefangen; des Königs Heer wurde zum größten Teil erschlagen und gefangen genommen [...]“
Bei der Beschreibung der Schlacht beschränkt sich Detmar demnach offensichtlich auf das Wesentlichste. Er hebt zwar noch einmal ihre Bedeutung hervor, gibt ansonsten aber keine weiteren Informationen über den Schlachtverlauf. Lediglich den Ausgang des Gefechtes beschreibt er: Das dänische Heer wurde besiegt, Waldemar II. musste fliehen, Herzog Otto von Lüneburg geriet in Gefangenschaft und sehr viele Dänen wurden getötet oder gefangen genommen.
Im Gegensatz dazu „entwirft Korner ein wahres Schlachtengemälde, welches er im Verlauf seiner Arbeiten immer weiter ausbaute.“ In der Hannoveraner Handschrift, der Rezension H, die zwischen 1438 und 1447 entstand, beginnt Korner wie auch Detmar die Schlachtbeschreibung mit einer Aufzählung der beteiligten norddeutschen Koalitionäre. Neben den bereits in der Detmar-Chronik genannten Personen bzw. Personengruppen tritt hier erstmals ein gewisser Alexander von Soltwedel auf Lübecker Seite in Erscheinung, der als „en helt vul modes“ bezeichnet wird. Dem schließt sich eine ausführliche Darstellung samt Formationsbeschreibung des Auszuges des Koalitionsheeres aus Lübeck an, ehe vom Gebet der Lübecker Ratsmitglieder berichtet wird:
„Der ganze Lübecker Rat kam des Morgens zu Felde, um den lieben Gott und die werte Frau Sankt Maria Magdalena anzubeten, damit die Stadt, mit großem Verdienst der Gnade Gottes und der heiligen Frau, den Sieg erringe [...]“
Demzufolge kamen die lübeckischen Ratsmitglieder am Morgen der Schlacht zusammen, um Gott und die Heilige Maria Magdalena um Hilfe zu bitten. Im Falle eines Sieges versprachen sie, ein Kloster zu Ehren Gottes und der heiligen Maria Magdalena zu errichten, wobei Letztere auch die Patronin desselben werden sollte. Zusätzlich sollten jedes Jahr die Armen am Maria-Magdalenen-Tag gespeist werden.
Hieran schließt die eigentliche Schlachtbeschreibung an, die Korner mit dem Abfall der Dithmarscher beginnt:
„Als die Dithmarscher das lübeckische Heer so mächtig gestärkt mit vielen Fürsten und Herren, Bannern und Trachten sahen, traten sie alle entschlossen über und setzten sich unter das lübeckische Banner. Auch deshalb, weil die Stadt ihnen alle ein langes Wohl gab und hatte und sie [die Dithmarscher] ihnen auch nicht entsagt hatten, sondern dass sie gegen ihren Willen dahin gebracht wurden.“
Für den Seitenwechsel der Dithmarscher führt Korner demnach insgesamt drei Ursachen an: Stärke des lübeckischen Heeres, Zwang und Vergangenheitsbezug. Der entscheidende Aspekt ist dabei seiner Ansicht nach die Stärke des lübeckischen Heeres, die die Dithmarscher zum einen nachdenklich macht und zum anderen dazu führt, dass sie sich mehr vor einem Kampf gegen die Lübecker fürchten als vor dem dänischen König.

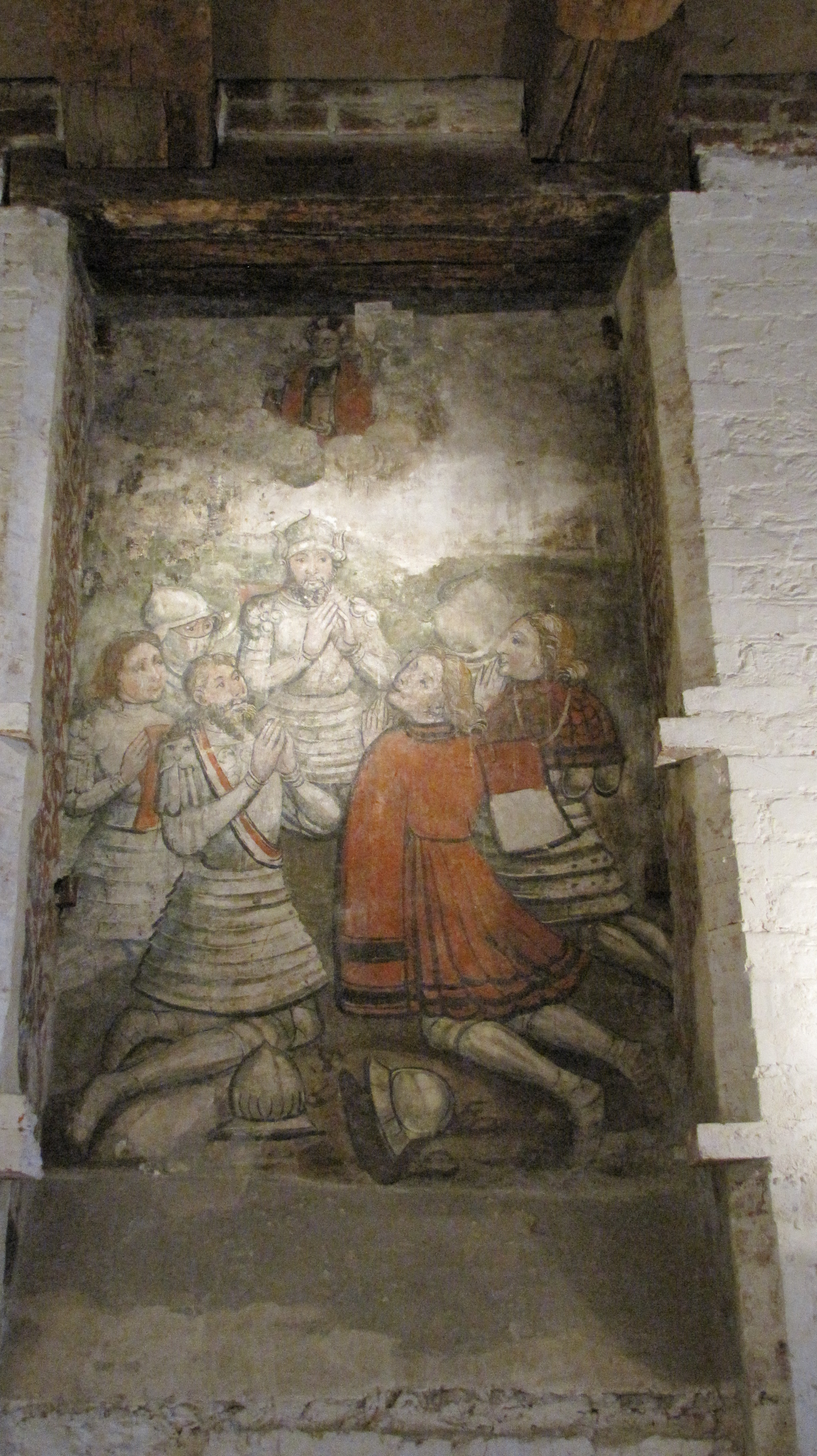
Erscheinung der Heiligen Maria Magdalena in der Schlacht von Bornhöved, mittelalterliches Fresko in der Hörkammer des Lübecker Rathauses

Obwohl der Abfall der Dithmarscher Waldemar II. sichtlich verunsicherte, entschied er sich für den Angriff:
„Als der König dies sah und an den Bannern merkte, wie viele Helfer die Lübecker hatten, da wurde er sehr schwankend. Doch dann griff er einen Mut und beide Seiten schickten ihre Vorhut [wörtlich: Spieße.] und zogen mit freiem Mut gegeneinander. Da konnte man ein großes Wunderwerk von Gott sehen. Das Lübeckische Heer hatte da die Sonne in den Augen und das war ein sehr großer Nachteil. Sofort sah man sichtbar eine Frauensperson in der Luft, die sich zwischen die Sonne und das Lübeckische Heer setzte und die Sonnenstrahlen kehrten sich gegen die Augen der Dänen. Dieser Anblick erfreute die Deutschen und stärkte sie und sie griffen die Dänen mit großer Kühnheit an. Da wurde auf beiden Seiten männlich gekämpft und es stürzten viele stolze Helden hier und dort. Am Ende gab Gott den Bürgern von Lübeck den Sieg und sie besiegten die Dänen an diesem Tag und schlugen unsagbar viele von ihnen tot und fingen auch viele. Die Krone [der König von Dänemark] räumte das Feld und entkam nur knapp mit wenigen Leuten.“
Im Mittelpunkt der Darstellung des Schlachtgeschehens steht das Marien-Mirakel. Nachdem Korner den Beginn des Gefechtes wiedergibt, weist er darauf hin, dass den Lübeckern die Sonne in die Augen schien, was „ene vil groth hinder“ (ein sehr großer Nachteil) war. Erst mit göttlicher Hilfe in Gestalt der heiligen Maria Magdalena, die sich in Form einer Wolke vor die Sonne schob, konnte der Verlauf der Schlacht zugunsten der norddeutschen Koalition gedreht werden. Dank dieser glücklichen Wendung gelang es dem Koalitionsheer nach einem für beide Seiten verlustreichen Kampf, den dänischen König schlussendlich in die Flucht zu schlagen. Dem überirdischen Eingriff weist Korner damit das schlachtentscheidende Moment zu. Den Abfall der Dithmarscher betrachtet er hingegen nur als einen begünstigenden, aber nicht ausschlaggebenden Faktor für den Sieg.
Resümierend sei aber noch einmal betont, dass, wie Paul Hasse nachweisen konnte, bis auf das Datum, die beteiligten Parteien und den Ausgang des Gefechtes keine gesicherten Informationen über die Schlacht von Bornhöved vorhanden sind – nicht einmal über den angeblichen Abfall der Dithmarscher, der erstmals in der »Annales Ryenses« erwähnt wird.

## Ergebnisse und Auswirkungen der Schlacht von Bornhöved
Nachdem sich die norddeutschen Territorien über mehrere Jahrzehnte immer wieder den dänischen Expansionsbestrebungen mehr oder weniger hilflos ausgesetzt gesehen hatten, trat mit der Schlacht bei Bornhöved eine weitreichende Zäsur im norddeutschen Raum ein. Die Niederlage Waldemars II. wurde dabei jedoch nicht von einem kaiserlichen Reichsheer, sondern von einer norddeutschen Koalitionsarmee verursacht. Unter anderem auch deshalb sollten sich die Machtverhältnisse im Norden, der fortan „reichsfern“ blieb, grundlegend verändern.
Über die unmittelbaren Schlachtergebnisse berichten die Quellen übereinstimmend, dass neben vielen Soldaten Herzog Otto I. von Braunschweig-Lüneburg gefangen genommen wurde. So heißt es zum Beispiel bei Detmar:
„[...] Herzog Otto wurde gefangen; des Königs Volk wurde zum größten Teil erschlagen und gefangen genommen [...]“
Oder bei Korner:
„Da waren unter den Gefangenen der Herr Otto von Lüneburg und zwei dänische Bischöfe, mit vielen Rittern und Knappen [...]“
Des Weiteren schildern die Quellen einhellig den Bau eines Mönchsklosters in Lübeck sowie eine jährliche Armenspeisung zu Ehren der Heiligen Maria Magdalena infolge der Schlacht. In der »Chronica Novella« steht dazu geschrieben:
„Als sie dann in die Stadt [Lübeck] gekommen waren, da zogen sie mit dem Heer vor das Schloss [die dänische Zwingburg] und gewannen [eroberten] es unter großer Arbeit und rissen es zu Grund und Boden. Da bauten sie da auf der Stelle ein Mönchskloster, wie sie Gott und der Heiligen Maria Magdalena versprochen hatten, und ließen die Predigerbrüder holen von Magdeburg und von Bremen und gaben ihnen das Kloster in der Ehre der Heiligen Maria Magdalena. Auch so gaben die Bürger in einer ewigen Dankbarkeit des Segens und der Andacht alle Jahre am Sankt Maria-Magdalenen-Tag eine Menge Spenden, alle armen Leute einen Pfennig, und die Brüder in ihrem Kloster geben am selben Tag alle Jahre allen armen Leuten eine Kanne Bier, Gott und der Heiligen Maria Magdalena zu Ehren.“
Mittel- und langfristig betrachtet, bedeutete die dänische Niederlage auch ein Scheitern der großdänischen Politik. Waldemar II. erkannte die Entscheidung von Bornhöved an und begann kurz darauf „[...] in den bisherigen Gegnern die Verbündeten von morgen zu suchen.“ So befanden sich schon bald der Bremer Erzbischof, Graf Adolf IV. von Holstein und Herzog Albrecht von Sachsen unter seinen Bündnispartnern. Ein Angriff über die Eider spielte nun keine Rolle mehr in den Überlegungen Waldemars II. Stattdessen konzentrierte sich der dänische König auf innenpolitische Reformen. Mit der Einführung des berühmten »jütischen Lovs« gelang ihm dabei ein besonderer und entscheidender Erfolg im Bereich der Gesetzgebung.
Für die Grafschaft Holstein endete mit der Schlacht von Bornhöved eine Zeit der ständigen äußeren Bedrohung durch das dänische Königreich. Mehr noch – die Vorstoßrichtung auf der kimbrischen Halbinsel begann sich sogar zu drehen: Fortan waren es nicht mehr die Dänen, die nach Süden drängten, sondern die Holsteiner, die ihren Einfluss auf die nördlichen Gebiete auszubauen suchten. 1460 gipfelte diese Entwicklung in der noch heute sichtbaren staatsrechtlichen Vereinigung Holsteins und Schleswigs, einem Ereignis, das es ohne die Schlacht von Bornhöved in dieser Form sicherlich nicht gegeben hätte.
Auch für Lübeck ergaben sich durch den Wegfall der dänischen Vormachtstellung neue, umfassende Möglichkeiten der Macht- und Handelserweiterung. So konnte beispielsweise die Reichsfreiheit gesichert, das Barbarossaprivileg bestätigt und der sogenannte Freiheitsbrief, der die Landbesitz- und Handelsrechte der Stadt beachtlich vergrößerte, errungen werden. Zudem gelang es nun den Lübecker Kaufleuten, sich entscheidend gegen die skandinavische Konkurrenz durchzusetzen und in Ländern wie Norwegen und Schweden Fuß zu fassen. Fritz Rörig schildert treffend die Perspektive Lübecks nach dem Gefecht: „Auf dem Felde von Bornhöved wurde nicht nur die Freiheit des Ostsee-Raumes für die spätere Entwicklung der Hanse erstritten, sondern zugleich ihr endgültiger Führer prädestiniert: das war Lübeck und der Lübecker Rat.“
Zusammenfassend ist festzuhalten, dass die Niederlage Waldemars II. in der Schlacht von Bornhöved eine völlig neue Konstellation im europäischen Norden schuf. Die großdänischen Pläne waren gescheitert und das Königreich beschränkte sich fortan auf die innere Konsolidierung. In den entstandenen freien Machtraum drängten allerdings sogleich andere. Während es Holstein gelang, „[...] fernab von der Einflußnahme des deutschen Königtums eine dominante Stellung in der Übergangszone zum Norden [zu gewinnen]“, konnte Lübeck zur führenden Macht- und Wirtschaftsmetropole im späteren Hanse-Gebiet aufsteigen. Aber nicht nur deutsche Fürsten und Städte profitierten vom Sturz Waldemars II. Länder wie Norwegen und Schweden konnten an Autonomie hinzugewinnen und sich von der dänischen Einflussnahme in beträchtlichem Maße lösen.

## Überlieferungsgeschichte
Wie bei nahezu allen hochmittelalterlichen Ereignissen stellt sich auch im Fall der Schlacht von Bornhöved die Quellenlage als äußerst dürftig dar. Neben annalistischen Einträgen, die aufgrund ihrer Struktur zumeist nicht mehr als einen bloßen Fakt wiedergeben, sind es vor allem Chroniken, aus denen die Kenntnis über das Geschehene stammt. Das Wissen im Bezug auf die Bornhöveder Schlacht basiert dabei im Wesentlichen auf drei Chroniken aus dem 14. bzw. 15. Jahrhundert: Der sog. »Stadeschronik« bzw.Detmar-Chronik sowie der Chronica Novella des Hermann Korners. Andere Chroniken, die in den folgenden Jahrhunderten entstanden, rezipieren im Grunde nur diese drei Hauptquellen, wenngleich sie allerdings dazu neigen, diese umzudeuten und auszuschmücken. Nicht zuletzt deshalb sollen auch sie im Folgenden kurz betrachtet werden.
Nimmt man die beiden ältesten Werke, die Stadeschronik und die Detmar-Chronik, als Ausgangspunkt, so lässt sich bereits in der Chronica Novella „[...] eine religiöse und kriegerische Aufladung [...]“ feststellen. Die Ursachen hierfür liegen sowohl in der deutlich ausgeschmückteren Darstellung der Schlacht als auch in der beträchtlichen Aufwertung der göttlichen Hilfe, der jetzt das schlachtentscheidende Moment zugewiesen wird. Nur ein Jahrhundert später, im 16. Jahrhundert, begann sich diese Deutungsweise allerdings wieder aufzulösen. In seiner Wandalia versucht Albert Krantz die Bedeutung der Marienerscheinung und Alexanders von Salzwedel vorsichtig zu korrigieren. Stattdessen bietet er eine militärische Erklärung für den Sieg über die Dänen, in deren Mittelpunkt Graf Adolf IV. von Holstein steht. Dieser Argumentation folgen auch andere Chronisten seiner Zeit, wie Hermann Bonnus oder Reimar Kock. Im Gegensatz zu Krantz und Kock, der die krantzsche Variante lediglich mit nationalen Aspekten färbte, geht Bonnus noch einen Schritt weiter: In seiner Chronika der vörnemlikesten Geschichte vnde handel der Keyserliken Stadt Lübeck (wohl 1539) findet zum einen die göttliche Hilfe in Form der Marienerscheinung keinerlei Betrachtung mehr, und zum anderen wird zusätzlich auf nahezu alle kriegerischen Details bei der Darstellung der Schlacht verzichtet. Hierin zeigt sich der deutlich „[...] von Poeck und Möhlenkamp verortete reformatorische Angriff auf die Marienerscheinung.“
Neben solchen radikalen Umdeutungen gab es allerdings auch eine gemäßigte Strömung unter den damaligen Chronisten, vertreten durch Heinrich Rehbein. Anders als Bonnus und Kock, „wandte [er] sich nicht frontal gegen »catholische« Traditionen, sondern nahm diese auf und deutete sie protestantisch um.“ Besonders deutlich wird dies bei der Beschreibung der Marienerscheinung. Hier greift Rehbein zwar auf „[...] Korners Marienmirakel in den übersetzten Worten der Rezension D [zurück] – allerdings ohne Maria Magdalena“ zu erwähnen. Auf die eigentliche, d. h. die militärische Beschreibung der Schlacht hat die Protestantisierung allerdings keinen nennenswerten Einfluss. Seine Darstellung beginnt mit einem ausschweifenden Bericht der Eroberung der dänischen Burg in Lübeck. Anschließend wird das Gefecht bei Bornhöved geschildert, wobei sich Rehbein nachweisbar auf Korner (Abfall der Dithmarscher), Krantz und Kock (Kampfbeschreibung) stützt bzw. diese rezipiert.
Im 17. und 18. Jahrhundert knüpften die Chronisten von Kirchring und Müller (Compendium Chronicae Lubecensis, 1678) bis zu Jacob von Melle (Gründliche Nachricht Von der Kayserlichen, Freyen u. des H. Römis. Reichs Stadt Lübeck, 1713) zwar an den rehbeinschen Ansatz an, wandelten diesen jedoch in vielerlei Hinsicht entscheidend ab. Die einschneidendsten Veränderungen betreffen dabei die Elemente »Hauptakteur«, »Verdunkelung der Sonne« und »Schlachtentscheidung«: Als Hauptakteur tritt nunmehr nicht länger Alexander von Salzwedel, sondern Graf Adolf IV. von Holstein in Erscheinung. Dies hat auch zur Folge, dass kein Gebet Alexanders mehr für die Verdunkelung verantwortlich ist bzw. sein kann. Stattdessen wird in den Schilderungen eine völlig unmotivierte Wolke – also ein rein meteorologisches Phänomen – beschrieben, die vor die Sonne zieht und damit den Schlachtverlauf entscheidend beeinflusst. Kernpunkt dieser Veränderung ist die Säkularisierung der Schlacht, die nicht länger durch Gott, sondern durch den Menschen selbst gewonnen wurde. In diesem Zusammenhang fällt auch die Aufwertung des Dithmarscher Abfalles, welchem jetzt das schlachtentscheidende Moment zugewiesen wird.
Resümierend bleibt festzuhalten, dass in nahezu allen relevanten Chroniken die zentralen Elemente »Held«, »Anrufung Gottes«, »Schlachtbeginn«, »Verdunkelung der Sonne«, »Abfall der Dithmarscher«, »Schlachtenende/Sieg der norddeutschen Koalition« sowie »Klosterschenkung und Armenspeisung« vorhanden sind. Aufgrund der verschiedenen Entstehungsbedingungen bzw. -zeiten der Chroniken weichen die inhaltlichen Darstellungen der einzelnen Aspekte dabei jedoch zum Teil deutlich voneinander ab. Trotzdem ist der gemeinsame Ursprung – die »Stadeschronik« bzw. »Detmar-Chronik« sowie die »Chronika Novella« – aller ab dem 16. Jahrhundert entstanden Chroniken eindeutig nachweisbar, was nicht zuletzt auch an diesen strukturellen Gemeinsamkeiten liegt.